# Luna Maximoff
Luna Maximoff es un personaje secundario ficticio que aparece en los cómics estadounidenses publicados por Marvel Comics.

## Historial de publicaciones
Luna apareció por primera vez en Fantastic Four # 240 (marzo de 1982) y fue creada por John Byrne. El personaje ha aparecido posteriormente en una serie de libros en curso, incluyendo The Incredible Hulk, The Avengers, y Quicksilver, así como en series limitadas como The Vision and the Scarlet Witch, Hijo de M y Guerra Silenciosa. Luna apareció como parte de la entrada "Inhumanos" en el Manual Oficial de Marvel Universe Deluxe Edition # 6.

## Biografía del personaje ficticio
La hija de Quicksilver y Crystal, que lleva el nombre de la Luna, donde nació. Luna es la primera hija nacida de un mutante e inhumano; los marcadores genéticos que denotan estos subgrupos en la humanidad supuestamente "cancelados" en ella, dejándola como una humana normal.
Quicksilver, horrorizado ante la idea de tener una hija humana, inicialmente trató de exponerla a la niebla Terrigena mutagénica de los Inhumanos. Él fue convencido de esto por Lockjaw (o posiblemente una suplantación por Gorgon y Karnak para demostrar su punto) quien, como la Mole, provocó la idea de que las brumas podrían convertirla en una monstruosidad como ellos (o el anfibio Tritón).
Luna fue considerada una abominación por el extremista mutante Éxodo, que intentó asesinarla en varias ocasiones. Luna estaba protegida por el Alto Evolucionador y sus Nuevos Hombres.
Como se ve en los flashbacks, Luna y los Nuevos Hombres se consideran familia mutua.

### Hijo de M
Sin embargo, años más tarde, cuando Luna tenía seis años, Quicksilver fue abatido por la muerte de los mutantes. Desesperado por recuperar sus poderes, se expuso a las Nieblas, y posteriormente convenció a Luna de regresar a la Tierra con él, donde también la expuso. Gracias a la niebla, ahora puede ver los sentimientos de las personas a las que mira en términos de colores, como una especie de empatía visual. Al tener problemas para lidiar con esto, ahora debe usar tonos todo el tiempo. Aparentemente adicto a la Niebla, su continua exposición al mutágeno aparentemente ha mejorado su nuevo poder hasta el punto de ser una empática completa, capaz de sentir, eliminar y alterar las emociones a voluntad. Después de los eventos del Hijo de M, Quicksilver la devolvió a Crystal. Actualmente, los Inhumanos están tratando su adicción a las Nieblas, aunque se desconoce cómo reaccionará su cuerpo ante su adicción y si conservará sus habilidades por más tiempo que los humanos de referencia.

### Guerra Silenciosa
En la miniserie de Guerra Silenciosa, Luna todavía tiene su capacidad empática de detección de aura, y se la ve usando para derrotar a Karnak en una sesión de entrenamiento. Ella se usa para rastrear los Cristales Terrigenos. Maximus la usó para quitar los grilletes mentales que fueron puestos en su habilidad de usar sus poderes de control mental y también liberar los poderes malvados de Ahura. Lamenta que esto haya permitido a Maximus tomar el control de los Inhumanos lejos de Black Bolt, que parece haber perdido la cordura. Al preguntarle a Black Bolt qué debería hacer con respecto a Maximus y su papel en su ascenso, Black Bolt abre la boca para responderle.

### Invasión Secreta
Luna está en peligro cuando un miembro del ejército invasor de Skrull se disfraza como uno de sus compañeros de juego. Después de que el Skrull fuera repelido de Attilan, Luna fue vista con Maximus, mientras Medusa se dirige al espacio para buscar donde los Skrulls tienen a Black Bolt.

### Reinado Oscuro
Luna estuvo presente en Attilan cuando Quicksilver lleva los Cristales de Xerogen a Medusa en Hala y afirmó que un Skrull se hizo pasar por él y robó los Cristales de Terrigen; pero luego es confrontado por su hija. Luna le dice a su padre que vio a través de su mentira. Tras despedirse de Pietro, ella le dijo que siempre lo amará solo porque él es su padre (y por lo tanto no revelará la verdad sobre él), pero nunca lo volverá a respetar.

### Regreso
Recientemente, cuando su padre (ahora miembro de X-Factor) fue confrontado en una conferencia de prensa por Fatale acerca de sus acciones, y finalmente reconoció sus acciones y sus mentiras, más tarde fue visitado por Luna; ella estaba orgullosa de él por reconocer lo que él hizo, y le dijo que se había ganado su respeto, para su alivio y los dos se reconciliaron por completo.
Más tarde, Luna comenzó a asistir a clases en la Academia Braddock en Inglaterra mientras su madre perseguía la nube Terrigen, antes de mudarse con su madre a la Luna. Después de la muerte de la mayoría de los Inhumanos, Luna se mudó con su madre a un refugio secreto.

## Poderes y Habilidades
Luna puede leer y manipular el estado de los seres cercanos, incluido su estado emocional, intenciones, veracidad, enfermedad mental y si una persona está bajo el control mental de Maximus. Estos estados se le representan como varios colores en cascada que aprende a interpretar y a cambiar por diversos efectos. Debido a que sus poderes son esencialmente algún tipo de empatía visual, generalmente se limitan a su línea de visión. Cuando emergieron sus poderes empáticos, sus ojos de color azul se volvieron dorados, y debido a que se ve obligada a usar tonos especializados la mayor parte del tiempo, se desconoce si sus ojos permanecieron en este estado.
Luna puede manipular estas auras para efectuar una habilidad de manipulación mental. Ella ha podido liberar a los seres de los grilletes mentales que les impedían usar sus poderes sobrehumanos. Magneto tuvo que pedirle que no eliminara su sensación de desesperación por perder sus poderes.
Luna puede ser capaz de detectar y seguir ciertos patrones de energía desde largas distancias, ya que, desde la Luna, podría rastrear los Cristales de Terrigen en varios lugares de la Tierra. Sin embargo, esta habilidad puede estar limitada a los cristales de Terrigen debido a su naturaleza o al largo período que pasó inhalando las brumas de Terrigen. Luna es capaz de sentir desde largas distancias cada vez que los cristales se utilizan y si están siendo utilizados por los humanos, en lugar de los Inhumanos.

## Otras versiones
En el futuro alternativo de la Tierra X, Luna ha brotado coloridas alas. Está comprometida para casarse con Ahura, el hijo de Black Bolt y Medusa. Las festividades planificadas son interrumpidas por los Inhumanos que no comprenden lo que la Tierra ha sufrido.